# Centrale hydroélectrique du Dniestr
Ne doit pas être confondu avec Centrale de pompage-turbinage du Dniestr.
La centrale hydroélectrique du Dniestr est une centrale hydroélectrique et un barrage au fil de l'eau situé près de Novodnistrovsk, en Ukraine. Le barrage a créé le réservoir du Dniestr (de).